# Киселёва, Любовь Николаевна
Любо́вь Никола́евна Киселёва (род. 17 мая 1950, Тарту) — эстонский литературовед, историк русской литературы, ординарный профессор, заведующий кафедрой русской литературы Тартуского университета; член правления Фонда Ю. М. Лотмана, член жюри Национальной литературной премии «Большая книга».

## Биография
Закончила отделение русского языка и литературы Тартуского университета в 1972 году. Ученица профессора Ю. М. Лотмана, под руководством которого выполнена дипломная работа «Образ М. М. Сперанского в русской литературе и публицистике первой половины XIX века».
Работу на кафедре русской литературы начала ещё во время учёбы в должности лаборанта (1970—1974]; для этого перешла на заочное обучение). В 1974—1987 годах старший преподаватель. В 1982 году в Тартуском университете защитила диссертацию на соискание учёной степени кандидата филологических наук «Идея национальной самобытности в русской литературе между Тильзитом и Отечественной войной (1807—1812)» (научный руководитель Ю. М. Лотман). В 1987—1992 годах доцент, с 1992 года — ординарный профессор.
В начале 1990-х годов возглавила кафедру русской литературы. В 1993—1997, 2000—2003, 2006—2009 и с 2012 года до 28 февраля 2021 года была заведующей отделением русской и славянской филологии. С 1 марта 2021 года — профессор-эмеритус.

## Научная деятельность
Область научных интересов охватывает историю и семиотику русской литературы и культуры XVIII — первой половины XIX веков, русскую литературу в инонациональном культурном контексте, историю Тартуского университета, наследие Ю. М. Лотмана, творчество В. А. Жуковского. Научные интересы связаны также с отражением официальной идеологии в русской литературе и культуре XVIII — XIX веков, становлением русской национальной идеи, русским «архаизмом».
Читала курсы лекция и лекции во многих европейских городах (Бергамо, Киль, Копенгаген, Милан, Москва, Рига, Стокгольм, Турин, Уппсала, Шяуляй, Эдинбург).
Автор около 200 публикаций на русском, английском, эстонском языках. Научные труды публиковались в изданиях Тартуского университета, также в различных сборниках научных трудов, выходивших в России, Финляндии, Италии, Англии и других европейских странах.
Л. Н. Киселёва — научный редактор и автор послесловия, одна из составителей сборника публицистических выступлений, автобиографических текстов, телевизионных лекций Ю. М. Лотмана «Воспитание души» (Санкт-Петербург, 2003), а также ответственный редактор, составитель, член редколлегий получивших международное признание изданий кафедры русской литературы Тартуского университета «Труды по русской и славянской филологии. Новая серия», «Пушкинский сборник», «Тютчевский сборник», «Блоковский сборник», член редколлегии «Лотмановского сборника (Москва) и журнала «Вышгород» (Таллин).

## Награды и звания
В 2019 году награждена эстонским Орденом Белой звезды IV степени